# Partit Socialista d'Alliberament Nacional Provisional
El Partit Socialista d'Alliberament Nacional-Provisional o simplement PSAN-provisional (PSAN-P) va ser un partit polític independentista i socialista català. Va sorgir el 1974 com una escissió del PSAN. El 1979 es va fusionar amb l'Organització Socialista d'Alliberament Nacional per fundar els Independentistes dels Països Catalans.

## Història
El PSAN-P es va escindir del PSAN arran de les crítiques sobre la incapacitat del partit per crear un moviment pròpiament independentista. Aquestes crítiques desembocarien en un conjunt de tensions les quals acabarien creant el PSAN-P, el qual deu el seu nom a la IRA-Provisional. Entre els seus principals dirigents destacaren Carles Castellanos, Eva Serra i Puig i Agustí Alcoberro.
Aquest nou partit era més partidari de la lluita armada, la qual cosa obligà a exiliar-se una part important de la direcció. El PSAN-P, amb un caràcter rupturista, de vocació nacional-popular i d'enfrontament directe contra l'Estat, firma un tractat d'acord amb ETA i la Unión do Pobo Galego per col·laborar, conjuntament, amb els respectius moviments d'alliberament nacional. Així mateix, El PSAN-P s'adhereix a la Carta de Brest. En aquest sentit, impulsa el Col·lectiu d'Obrers en Lluita (COLL) i tota una sèrie d'organitzacions sectorials. També l'OLLA era vinculada a elements del partit. Va demanar el boicot a les eleccions generals espanyoles de 1977.
Fou el Partit Socialista d'Alliberament Nacional-Provisional, juntament amb altres forces polítiques, qui creà el Comitè Català contra la Constitució Espanyola. Posteriorment, en el Congrés de Rià (Conflent) de 1979, l'organització es fusionà amb altres grups, com OSAN (Organització Socialista d'Alliberament Nacional), donant pas a IPC (Independentistes dels Països Catalans), organització que al seu torn participarà en la creació del Moviment de Defensa de la Terra, el 1986.